# Les Enfers
Les Enfers (hist. Die Hell, Inderhöll) − miejscowość i gmina w północno-zachodniej Szwajcarii, w kantonie Jura, w okręgu Franches-Montagnes. Pod względem powierzchni jest najmniejszą gminą w okręgu.

## Demografia
W Les Enfers mieszka 149 osób. W 2020 roku 3,4% populacji gminy stanowiły osoby urodzone poza Szwajcarią.
W czasie II wojny światowej znajdował się tu obóz internowanych żołnierzy polskich z 2 Dywizji Strzelców Pieszych.